# 九七式司令部偵察機

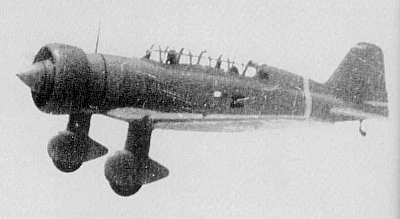
九七式司令部偵察機（ki-15）

九七式司令部偵察機，簡稱為九七司偵，編號Ki-15，是日本帝國陸軍使用的雙座偵察機。由三菱重工業設計製造，設計負責人為河野文彥。盟軍代號「Babs」，也是首架飛至歐洲的日製飛機。自1936年到1941年為止，共生產437架。

## 開發起源與歷史
試做一號機於1936年5月，2號機則於隔年完成。1937年5月以陸軍最早的司令部偵察機的身份被正式採用。
1939年9月，發動機由剛開始的氣冷星型九汽缸中島Ha8型發動機（640匹馬力）改變為氣冷複列星型14汽缸的三菱Ha26發動機（900匹馬力）後極速提高了30公里，加上發動機直徑縮小因此前方視野略有改善，改良型命名為九七式二型司令部偵察機（Ki-15II）。同年在製作出引擎強化後的三型實驗機兩機後，便因為百式司令部偵察機測試的高性能而停止開發。從1936至1941年間共生產了437架。
一型跟二型的外型差別相當大，二型更換了更強力而體積更小的引擎後，有效改善了前方視野不佳的問題。量產後九七司偵立刻投入中國戰場，活耀於各地的戰略據點偵查。憑藉其高速度取得許多情報，當時中華民國空軍的美製與俄製戰鬥機很難攔截。珍珠港事件後，其速度優勢因新戰機推出逐漸消失，偵查任務由百式司令部偵察機取代轉作聯絡機使用，並於1943年退役。
本機種也被民間作為快速通信機使用，1937年時從東京飛至倫敦的神風號也是其中之一。而1946年於哈爾濱附近取得一部分廢棄九七司偵的中國人民解放軍，在修復後將其作為訓練機使用至1951年。

## 性能諸元
- 乘員數：2人
- 長度：8.7公尺
- 翼展：12公尺
- 高度：3.35公尺
- 主翼面積：20.36平方公尺
- 重量：1,400公斤
- 全武裝重量：2,300公斤
- 發動機：氣冷星型九汽缸中島Ha8發動機（640匹馬力，前期型）
氣冷複列星型14汽缸的三菱Ha26發動機（900匹馬力，後期型）
- 最高空速：480公里／時
- 最大航程：2,400公里
- 武裝：7.7公釐機槍一挺